# Giuseppina Pizzigoni
Giuseppina Pizzigoni (Milano, 23 marzo 1870 – Saronno, 4 agosto 1947) è stata una pedagogista, educatrice e insegnante italiana.

## Biografia
Nacque a Milano il 23 marzo 1870, da padre professore. Diplomatasi maestra, assunta nelle scuole elementari del Comune di Milano, vi portò uno spirito irrassegnato alle forme dello scolasticismo tradizionale, verbalistico e manualistico, ed una volontà intesa a tentativi, inizialmente vani, di rinnovare l'insegnamento e la vita scolastica. Nell'autunno del 1909 compì un viaggio nella Svizzera ed in Alsazia, per visitarvi le «scuole del bosco». Ne ritornò decisa a promuovere un rinnovamento profondo della scuola specialmente in ordine all'ambiente educativo. Procuratisi programmi e piani scolastici delle istituzioni educative d'Inghilterra, Francia, Germania, Svizzera e America, venne a rendersi conto del vasto movimento pedagogico e didattico che ferveva nel mondo: dalla Scuola di Abbotsholme del Reddie in Inghilterra alle Case di campagna dei Lietz in Germania, alla École des Roches in Francia, oltre alle varie écoles libres ed écoles nouvelles della Svizzera.  Ripresi allora i libri e i testi di pedagogia, mal studiati nella scuola normale, per ricercarvi conferma ed orientamenti dottrinali al metodo che oramai andava maturando (il suo metodo sperimentale); convinta che «quanto aveva ideato non si faceva in nessun altro paese», si diede a cercar collaboratori e sostenitori per l'attuazione di esso. L'astronomo Giovanni Celoria, lo psichiatra Zaccaria Treves, il neurologo prof. Eugenio Medea e un gruppo di industriali milanesi costituirono così il primo comitato per l'organizzazione della Scuola Rinnovata secondo il metodo sperimentale, che fu aperta a Milano come «esperimento di differenziazione didattica» nel 1911, in un döcker annesso alla vecchia scuola della Ghisolfa, con due prime classi, rette dalla Pizzigoni stessa e dall'amica Maria Levi. Di  anno in anno seguirono le altre classi fino alla VI, in cui insegnò sempre la Pizzigoni; fino a quando, dichiarata la Rinnovata scuola speciale del Comune, sorretta poi da una Associazione per la diffusione del metodo Pizzigoni, la Pizzigoni stessa ne divenne direttrice, come incaricata prima, come effettiva quando ebbe vinto il regolare concorso direttivo.
Nel 1927 venne costruita, secondo il piano educativo della Pizzigoni, la nuova sede della scuola, comprendente aule aperte sul giardino, con spogliatoi, sala da musica e da proiezioni; aule di lavoro; palestra; refettorio, laboratori per le scuole d'avviamento; padiglione per l'asilo infantile; gabinetto medico ed odontoiatrico; padiglione per le lezioni di agraria; campo di gioco; giardini e padiglioni per le lezioni all'aperto; campi sperimentali per le esercitazioni di lavoro e recinti per gli animali.
Nel 1929, dopo diciotto anni di insegnamento e di direzione, la Pizzigoni lasciò la scuola, per occuparsi soltanto della propaganda del suo metodo, e specialmente delle lezioni ai corsi annuali di lezione da essa impartita ai maestri presso la Scuola stessa.
Il 28 ottobre 1934 è presente all'inaugurazione della Scuola Elementare Aristide Gabelli di Belluno, costruita secondo il suo metodo didattico su iniziativa della direttrice didattica Pierina Boranga, che fu maestra per diversi anni proprio alla Rinnovata di Milano.
Morì in povertà all’ospizio “S. Anna” di Saronno il 4 agosto 1947.